# ديفيد توروسيان
ديفيد توروسيان (مواليد 23 سبتمبر 1950) هو ملاكم من الاتحاد السوفيتي، مثّل بلاده في الألعاب الأولمبية الصيفية 1976.

## روابط خارجية
ديفيد توروسيان على موقع أوليمبيديا (الإنجليزية)